# 石门水库 (汉台)
石门水库是中国陕西省汉中市汉台区境内的一座水库，位于褒河上，建于1978年。水库正常库容为6100万立方米，集雨面积为3861平方千米，海拔为618米。
- 褒斜道、石门及其摩崖石刻（褒斜道為入蜀棧道之一，部分由于褒河水庫修建而淹沒于水下，今天存留為翻修。摩崖石刻存于漢中市博物館）

2014年5月26日，由汉中市水利学会、中华水资源管理学会主办，台湾经济部水利署北区水资源局协办，汉中市石门水库管理局承办的“台湾中华水资源管理学会来汉学术交流研讨会”在汉中市石门水库管理局召开。交流研讨以《水库可持续健康发展》为主题，就台湾、汉中两个“石门水库”在运行管理、工程管理、库区水保治理、水电站经营管理、水库旅游开发等方面进行了广泛的交流研讨，旨在加强海峡两岸石门水库的联系，推进双方学术交流。 